# Calloconophora furcata
Calloconophora furcata är en insektsart som beskrevs av Dietrich. Calloconophora furcata ingår i släktet Calloconophora och familjen hornstritar. Inga underarter finns listade i Catalogue of Life.